# Danmark ved sommer-OL 1956
Danmark ved sommer-OL 1956. Syvtogtredive sportsudøvere fra Danmark deltog i elleve sportgrene under Sommer-OL 1956 i Melbourne og i ridesport i Stockholm. Danmark kom på tyvendeplads med en guld-, to sølv- og en bronzemedalje.

## Medaljer
| 1956 Melbourne/Stockholm | Guld | Sølv | Bronze | Total |
| Danmark                  | 1    | 2    | 1      | 4     |

## Medaljevinderne
| Danmark under sommer-OL 1956 i Melbourne/Stockholm | Danmark under sommer-OL 1956 i Melbourne/Stockholm | Danmark under sommer-OL 1956 i Melbourne/Stockholm | Danmark under sommer-OL 1956 i Melbourne/Stockholm | Danmark under sommer-OL 1956 i Melbourne/Stockholm |
| Medaljer                                           | Udøver                                             | Sport                                              | Øvelse                                             | Resultat                                           |
| -------------------------------------------------- | -------------------------------------------------- | -------------------------------------------------- | -------------------------------------------------- | -------------------------------------------------- |
| Guld                                               | Paul Elvstrøm                                      | Sejlsport                                          | Finnjolle                                          | 7509                                               |
| Sølv                                               | Lis Hartel på «Jubilee»                            | Ridesport                                          | Dressur                                            | 850                                                |
| Sølv                                               | Ole Berntsen Christian von Bülow Cyril Andresen    | Sejlsport                                          | Drake                                              | 5723                                               |
| Bronze                                             | Tove Søby                                          | Kano og Kajak                                      | K-1 500 meter, damer                               | 2.22.3                                             |